# Koptische Markuskirche (Heliopolis)

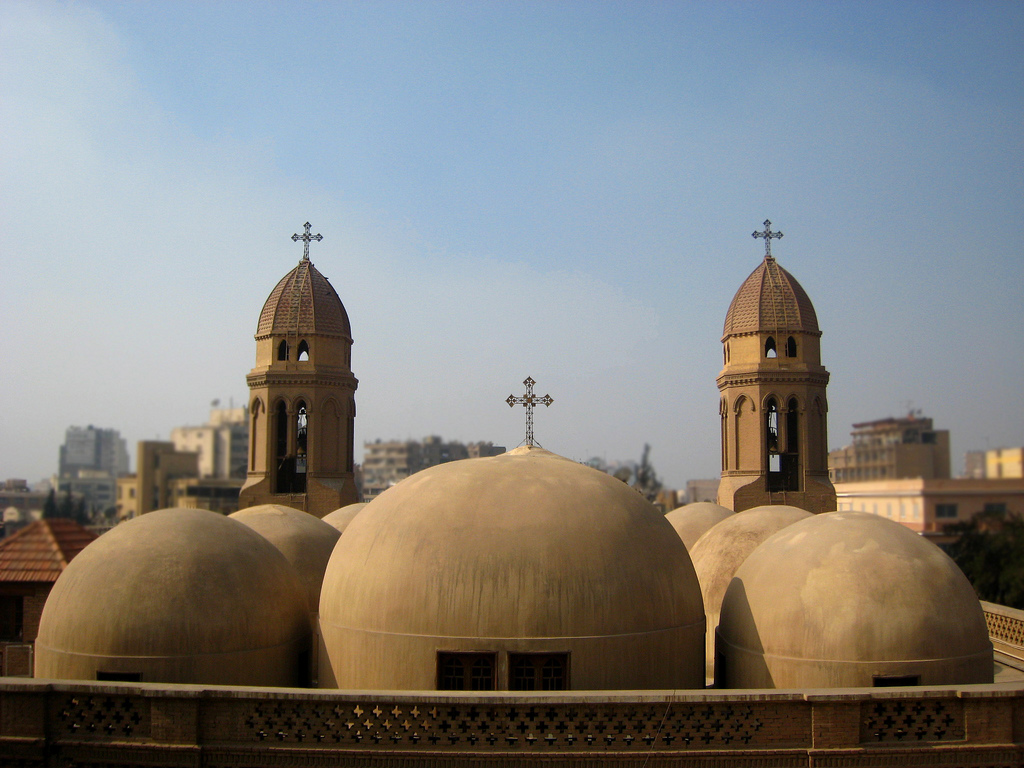
Die Kuppeln der Sankt-Markus-Kirche stehend über dem Horizont. Die St.-Markus-Kirche ist die älteste Kirche im Kairiner Bezirk Heliopolis.

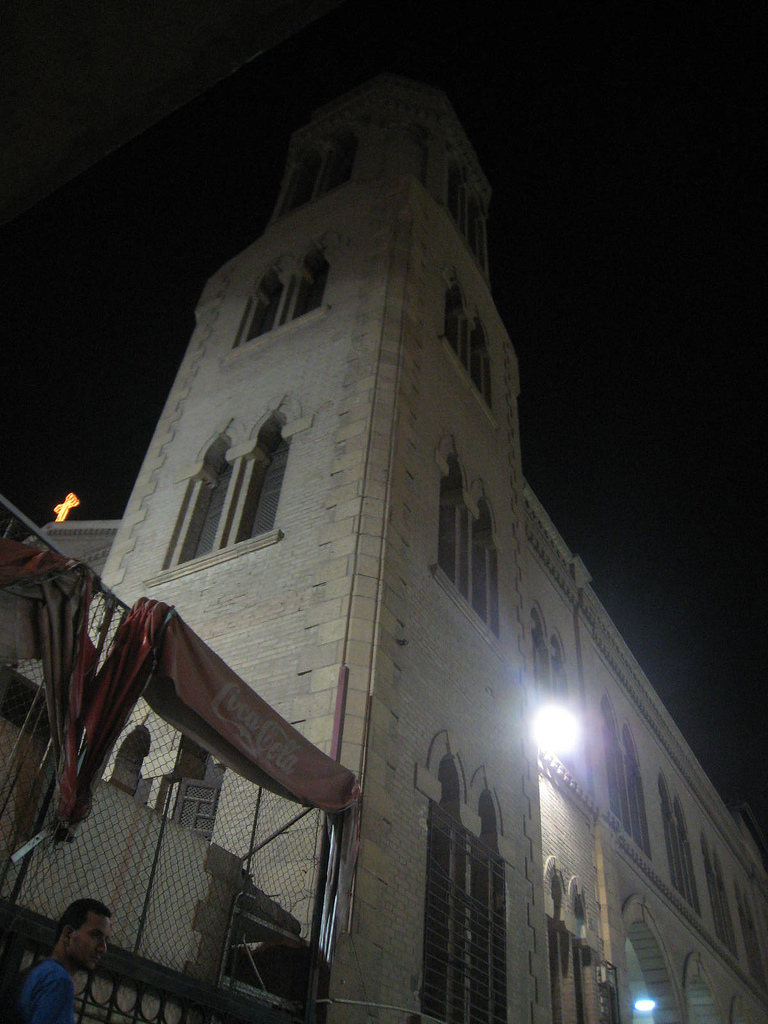
Glockenturm der Markuskirche

Die Koptische Kirche Sankt Markus ist das Gebäude der ersten koptischen Gemeinde, die im Kairiner Bezirk Heliopolis in Ägypten erbaut und gegründet wurde. Als eine von mehreren koptisch-orthodoxen Kirchen befindet sich die St.-Markus-Kirche nahe dem Kleopatra-Krankenhaus an der gleichnamigen Kleopatra-Straße.

## Geschichte
Die Idee eines Kirchenbaus in Heliopolis stammt aus dem Jahr 1917. Ein Komitee wurde eigens dazu gegründet, und schließlich wurde am Freitag, den 16. Juni 1922 unter der regentschaftsartigen Administratur von Papst Kirellos V. der erste Grundpfeiler gelegt. Bereits im Januar 1925 begann man mit den ersten Gebeten, die bis zum Jahre 1930 an einem temporären Ort abgehalten wurden. In diesem Jahr wurde die Konstruktion endgültig vollendet. Der spätere Fr. Ibrahim Luke diente als der erste Priester und blieb bis zu seinem Tod im Jahre 1950 in der St.-Markus-Kirche. Heute gibt es mindestens zehn Priester, die allein für die Sankt-Markus-Kirche wirken.
Einige der heute angeschlossenen Ländereien wurden im Jahre 1948 gekauft, um die Halle und die Kapelle der Kirche zu errichten. Sie wurde am 5. Juni 1964 von Papst Kirellos VI. eingeweiht. Ein neues Altar, das den Namen „Sankt Menas“ trägt, wurde ebenfalls eingeweiht.

## Papstbesuche
Da die Sankt-Markus-Kirche eine lange Geschichte vorweisen kann, gab es mehrere Fälle, wo päpstliche Besuche von verschiedenen koptischen Päpsten durchgeführt wurden. Unter diesen sind:
- Papst Joseph II.: legte den Grundpfeiler der Kirchenhalle.
- Papst Kirellos VI.: für ein Gebet 1960 und 1964 für die Eröffnung der Kirchenhalle.
- Papst Schenuda III.: besuchte sie mehrere Male; 1973 und 1981 für Gebete, und ein neuerer Besuch 2000, als des 50. Jahrestages von Fr. Ibrahim Luke gedacht wurde.